# Mey (Mosela)
Mey é uma comuna francesa na região administrativa do Grande Leste, no departamento de Mosela. Estende-se por uma área de 1.91 km², e possui 281 habitantes, segundo o censo de 2018, com uma densidade de 150 hab/km².